# サラ・エンゲルス
サラ・エンゲルス（Sarah Engels、1992年10月15日 - ）は、ドイツ、ノルトラインヴェストファーレン州出身の歌手。歌手のピエトロ・ロンバルディは元夫で、以前はサラ・ロンバルディの名で活動していた。ドイツのオーディション番組『Deutschland sucht den Superstar (ドイツはスーパースターを探している)』のシーズン8に参加したことで最もよく知られている。イタリアにルーツを持ち、2020年のFree European Song Contestではイタリア代表として出場した。

## 来歴
ノルトライン＝ヴェストファーレン州ヒュルトで生まれ育つ。家族には両親と弟がいる。母方の祖父母はシチリア島出身であり、イタリアにもルーツを持つ。
11歳から学校や街頭の祭りに参加するようになり、4年間歌のレッスンを受けながら、高校を卒業する。
高校卒業後、オーディション番組『Deutschland sucht den Superstar (ドイツはスーパースターを探している)』に2009年から2011年まで3回参加した。1回目と2回目は書類審査で予選落ちとなったが、3回目の出場となったシーズン8では決勝に進んだ。同番組の最終回の放送日に、彼女のデビューシングル「Call My Name」がリリースされ、ドイツ、オーストリア、スイスのシングルチャートで2位を獲得した。同番組では最終的に2位となるも、同番組で優勝したピエトロ・ロンバルディとのデュエットは評判となり人気を得た。ピエトロとのデュエット曲は2011年5月の彼のデビューアルバム『Jackpot』にも収録された。
2011年6月、2枚目のシングル「I miss You」もピエトロ・ロンバルディとのデュエットであり、ドイツで2位、オーストリアで6位、スイスのシングルチャートで14位を獲得した。
2011年6月にデビューアルバム『Heartbeat』がリリース。デビューシングル「CallMy Name」と、彼女が同番組で歌った曲のカバーバージョンも複数収録された。アルバムはドイツで2位、オーストリアで5位、スイスのアルバムチャートで13位を獲得した。
2011年11月から12月まで、ピエトロ・ロンバルディと「ハートビートからジャックポットへ」というタイトルでドイツの11の都市を回るジョイントツアーを行った。ピエトロとは、その後2枚もアルバムも共作するなど親交を深めた。
2011年に彼女はナップスターファン賞を受賞、また、CMAワイルドアンドヤングアワードのベストスターターにノミネートされた。
2013年から夫のピエトロ・ロンバルディとデュオのサラ＆ピエトロとして活動する。2013年3月中旬、デュオの最初のシングル「ドリームチーム」がリリースされ、ドイツで41位、オーストリアで60位、スイスで65位となった。同曲を含むアルバム、『ドリームチーム』は、2013年3月22日にリリースされ、ドイツで33位、オーストリアで37位、スイスで69位となった。
2015年6月、最初のドイツ語シングル「Neverland」をリリース。この曲は、彼らのドキュメンタリー番組『サラ＆ピエトロ』の第2シーズンのタイトルトラックになり、同曲はドイツで32位、オーストリアで28位を獲得した。2016年3月にリリースされた13曲のドイツ語アルバム『Teilvon mir』には、息子についてのバラード曲も収録されている。
2018年からSarahという名前で出演し、2018年4月にシングルExactlyhereをリリースした。この曲はドイツのiTunesチャートで1位になり、ドイツでは31位、オーストリアでは51位、スイスのシングルチャートでは67位になった。 
2018年5月、アルバム『Back to Me』がリリース。アルバムは、ドイツとオーストリアのアルバムチャートでそれぞれ18位、スイスのチャートで21位となった。
2019年3月にシングル「ウィークエンド」をリリース、オランダのバンドEarth＆Fireの曲のカバーバージョンで、ミュージックビデオは、これまでにYouTubeで1200万回以上再生されている（2021年1月現在）。
同じ年の9月に、イタリアの歌手ピエトロ・バジルとともにシングルをリリース、この曲は彼女は初めてイタリア語で歌った曲となった。
2020年4月末からレコードレーベルAriolaと契約を結んだ。2020年5月、Free European Song Contestに参加し、シングル「Te amo mi amor」で13位となった。この曲はiTunesで1位、ドイツで11位、オーストリアで24位、スイスのチャートで42位を獲得した。

## 私生活
デビュー時より親交のあったピエトロ・ロンバルディと結婚し、性をロンバルディと変更した。2015年に息子のアレッシオが生まれ、仕事でもアルバム「ドリームチーム」と「ティールフォンミール」の作成に協力した。その後、2018年に彼女がソロ活動を開始し、夫婦は2019年に離婚した。その後レギオナルリーガ・ヴェスト(ドイツ4部リーグ相当)でプレーするサッカー選手のJulian Büscher（結婚後はJulian Engelsとして彼女の性を名乗る）と2021年に再婚した。

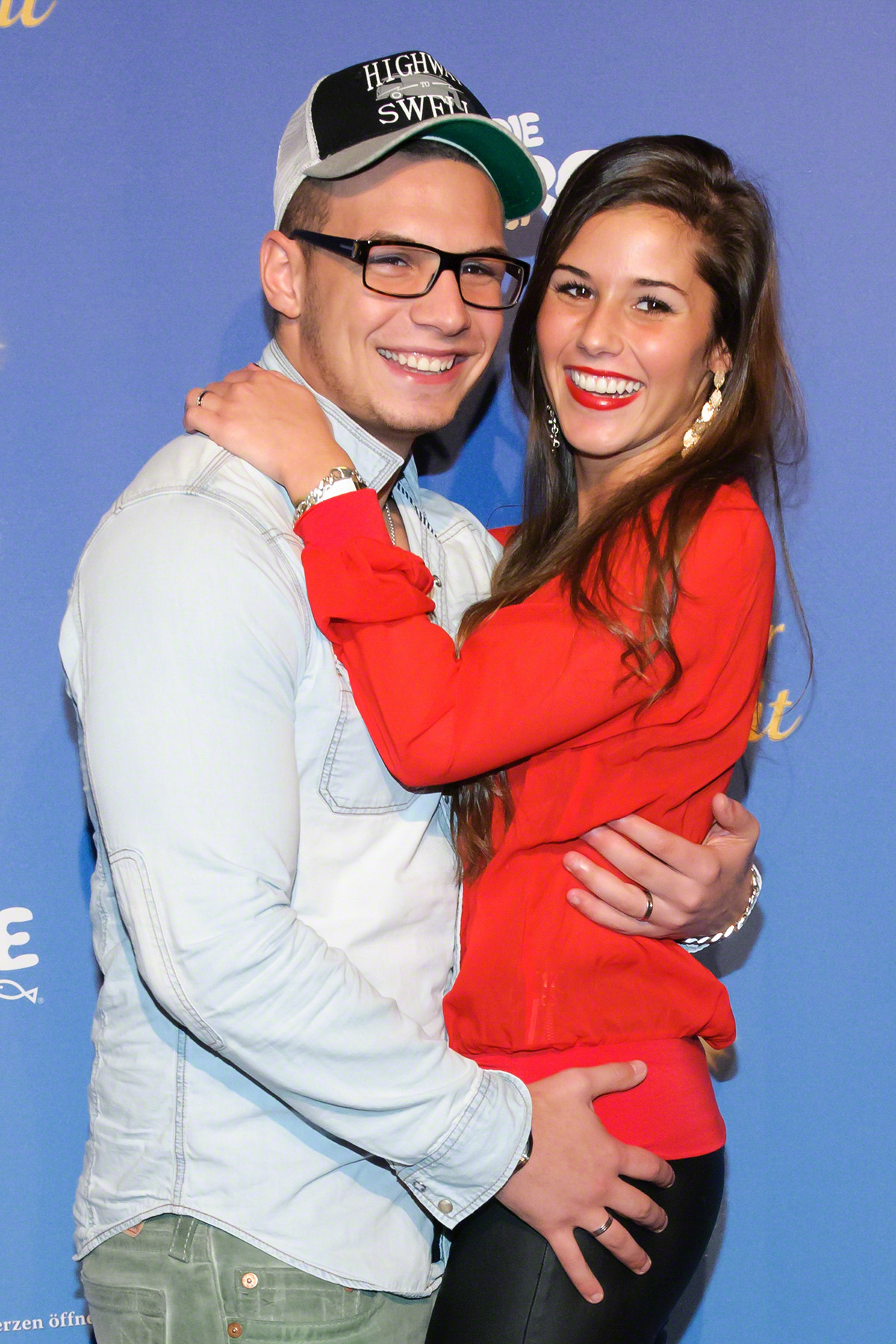
Sarah and Pietro Lombardi in 2013

## 作品

### アルバム
| Album title                        | Album details                                        | Peak chart positions | Peak chart positions | Peak chart positions |
| Album title                        | Album details                                        | GER                  | AUT                  | SWI                  |
| ---------------------------------- | ---------------------------------------------------- | -------------------- | -------------------- | -------------------- |
| Heartbeat                          | - Released: 24 June 2011 - Label: Universal          | 2                    | 5                    | 13                   |
| Dream Team(with Pietro Lombardi)   | - Released: 22 March 2013 - Label: Universal         | 33                   | 37                   | 69                   |
| Teil von mir(with Pietro Lombardi) | - Released: 18 March 2016 - Label: GoodToGo          | 35                   | 27                   | 35                   |
| Zurück zu mir                      | - Released: 4 May 2018 - Label: El Cartel, Universal | 18                   | 18                   | 21                   |
| Im Augenblick                      | - Released: 23 April 2021 - Label: Ariola            | 8                    | 16                   | 24                   |

### シングル
| Year | Title                                                | Peak chart positions | Peak chart positions | Peak chart positions | Album             |
| Year | Title                                                | GER                  | AUT                  | SWI                  | Album             |
| ---- | ---------------------------------------------------- | -------------------- | -------------------- | -------------------- | ----------------- |
| 2011 | "Call My Name"                                       | 2                    | 2                    | 2                    | Heartbeat         |
| 2011 | "I Miss You" (with Pietro Lombardi)                  | 2                    | 6                    | 14                   | Heartbeat         |
| 2011 | "Only for You"                                       | 33                   | 47                   | —                    | Heartbeat         |
| 2011 | "It's Christmas Time" (with Pietro Lombardi)         | —                    | 75                   | —                    | Pietro Style      |
| 2013 | "Dream Team" (with Pietro Lombardi)                  | 41                   | 60                   | 65                   | Dream Team        |
| 2015 | "Nimmerland" (with Pietro Lombardi)                  | 32                   | 28                   | —                    | Teil von mir      |
| 2016 | "Nur mit dir" (with Pietro Lombardi)                 | 40                   | 42                   | —                    | Teil von mir      |
| 2016 | "Teil von mir" (with Pietro Lombardi)                | —                    | —                    | —                    | Teil von mir      |
| 2018 | "Genau hier"                                         | 31                   | 51                   | 67                   | Zurück zu mir     |
| 2019 | "Weekend" (DJ Herzbeat featuring Sarah)              | 83                   | —                    | —                    | Non-album singles |
| 2019 | "Ich liebe nur dich" (Pietro Basile featuring Sarah) | 49                   | 56                   | 24                   | Non-album singles |
| 2020 | "Te Amo Mi Amor"                                     | 11                   | 24                   | 42                   | Im Augenblick     |
| 2020 | "Zoom"                                               | —                    | —                    | —                    | Im Augenblick     |
| 2021 | "Ich"                                                | 92                   | —                    | —                    | Im Augenblick     |
| 2021 | "Love is Love"                                       | —                    | —                    | —                    | Im Augenblick     |